# Луї-Жан-Франсуа Лагрене
Луї-Жан-Франсуа Лагрене́ (фр. Louis Jean François Lagrenée) прозваний «Старшим» (фр. Lagrenée l'Ainé; 21 січня 1725 Париж — 19 червня 1805, там само) — французький художник, учень Ш. Ван Лоо. Старший брат Жана-Жака Лагрене.

## Біографія
Навчався у Шарля Ван Лоо. 1749 року отримав Римську премію від Паризької Академії Мистецтв, потім три роки провів в Італії. По поверненні до Парижа спочатку був приписаний до Академії, у 1755 році став її дійсним членом, а у 1762 — професором.
На запрошення Єлизавети Петрівни у 1760 році приїхав до Росії. У Петербурзі отримав титул придворного живописця і місце професора-викладача історичного живопису в новозаснованій Санкт-Петербурзькій академії мистецтв. Проте, незадоволення петербурзьким життям, і очевидно, розбіжності з І. І. Шуваловим спонукали його через три роки повернутися до Франції.
У 1781  році призначений на пост директора Французької академії в Римі, з титулом ад'юнкт-ректора Паризької Академії і з пенсією, яку йому пожалував король за картину «Малабарська вдова». Під час Французької Революції позбавлений своєї посади і пенсії, але Наполеон призначив його почесним хоронителем і адміністратором наполеонівського музею, вручив Орден Почесного легіону.

## Творчість
Лагрене Старший писав картини на історичні теми, алегорії і жанри. Його роботи відповідають академічним шаблонам того часу, холодні та манірні, але не позбавлені декоративної ефектності і приємні своїми фарбами, особливо за тонами карнації. З успіхом він працював і в жанрі портрета.

Роботи Лагрене
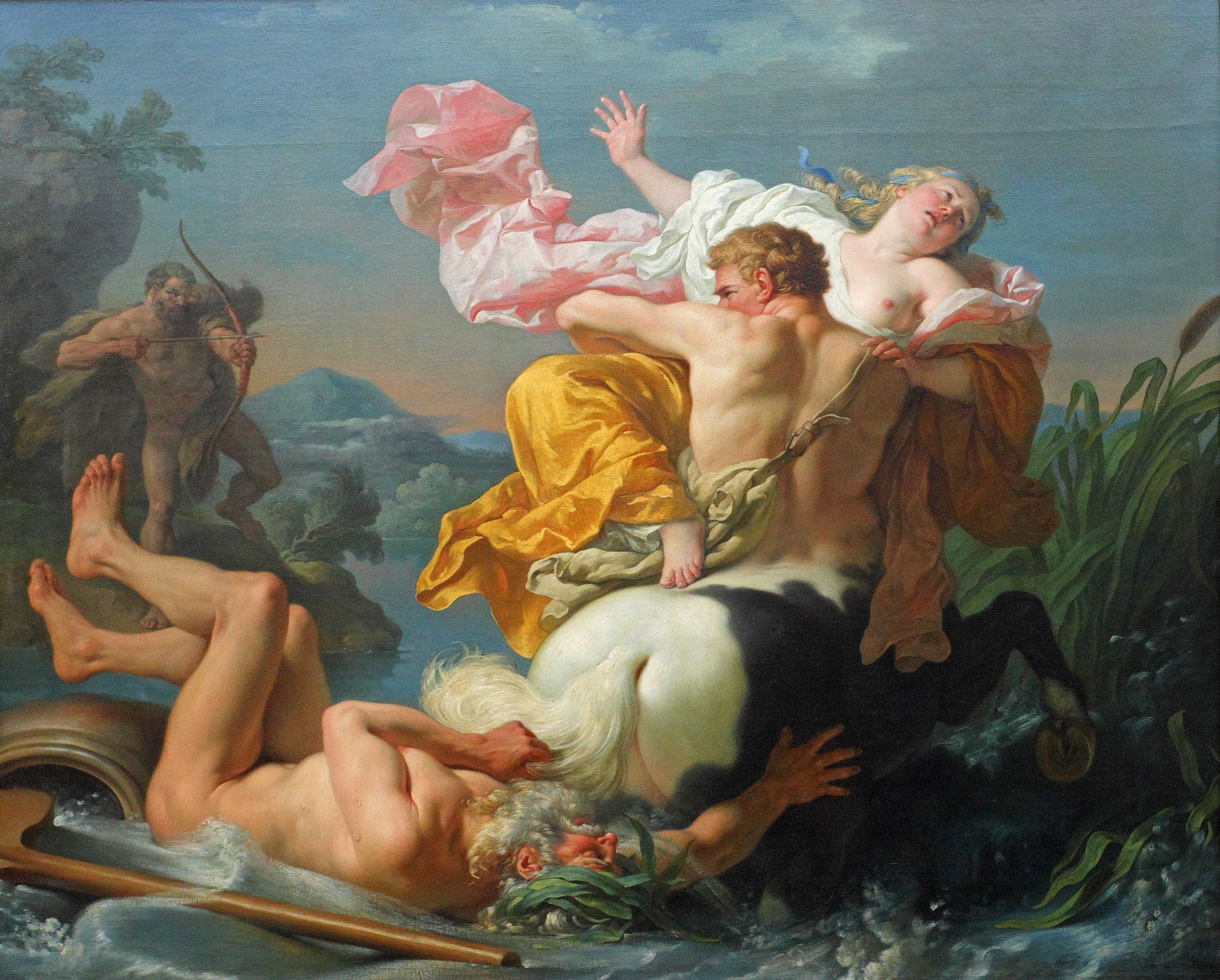
Викрадання Деяніри кентавром Нессом (1755)
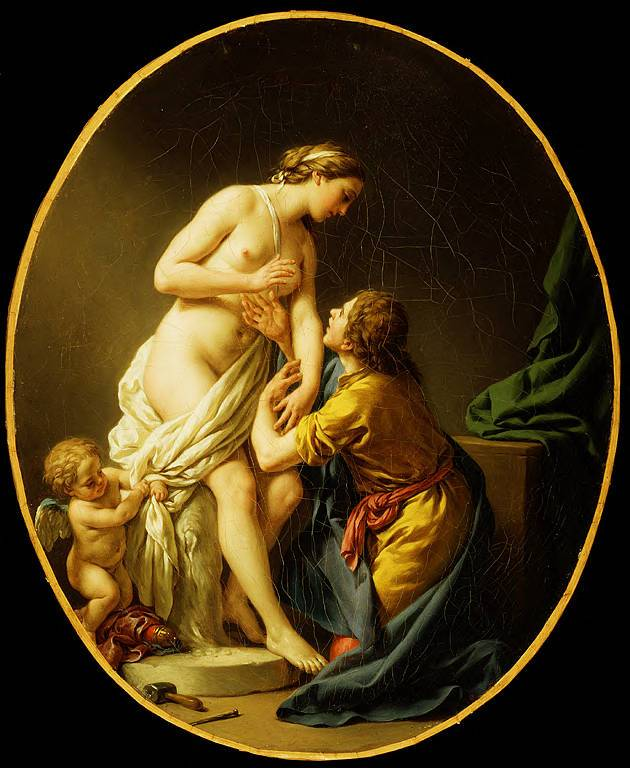
Пігмаліон і Галатея (1781).
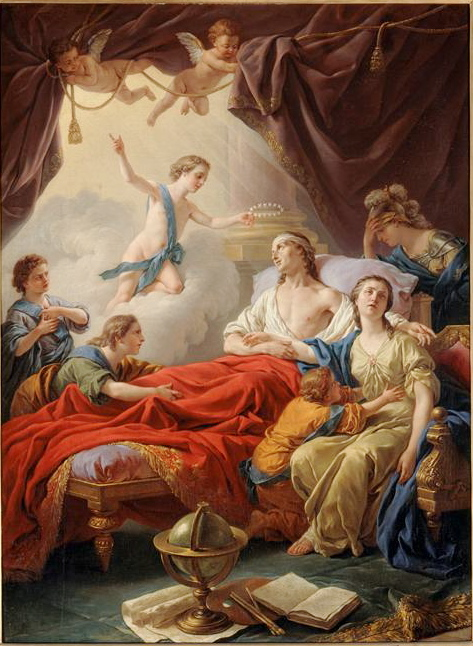
Смерть дофіна (1765).
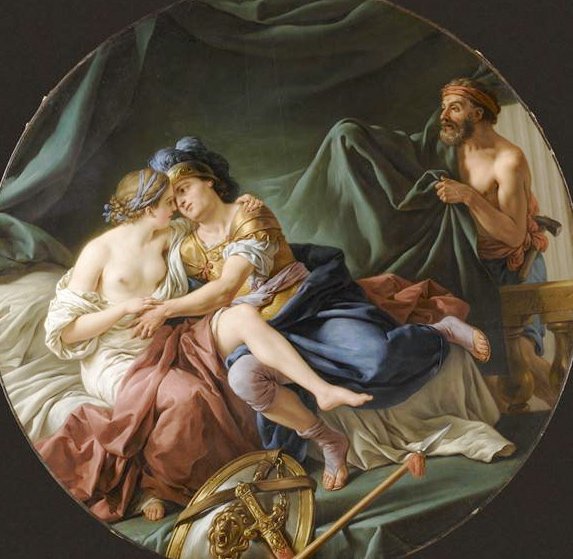
Марс і Венера, застигнуті зненацька Вулканом (1768)
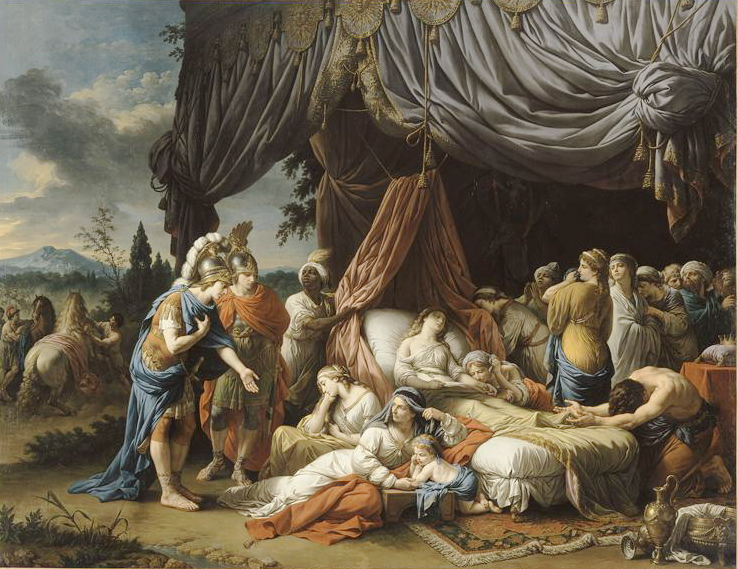
Смерть дружини Дарія (1785).
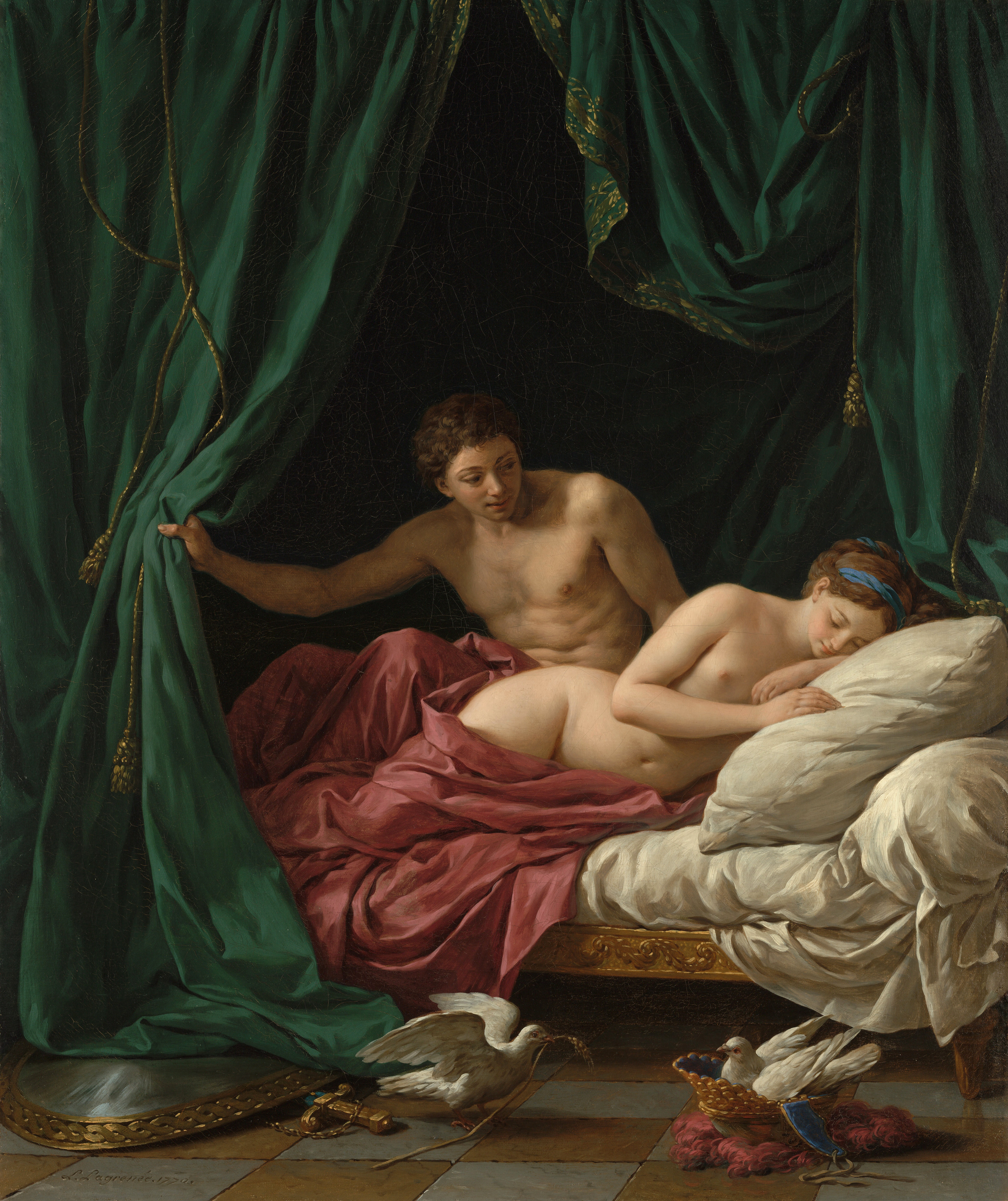
Марс і Венера. Алегорія Миру (1770)
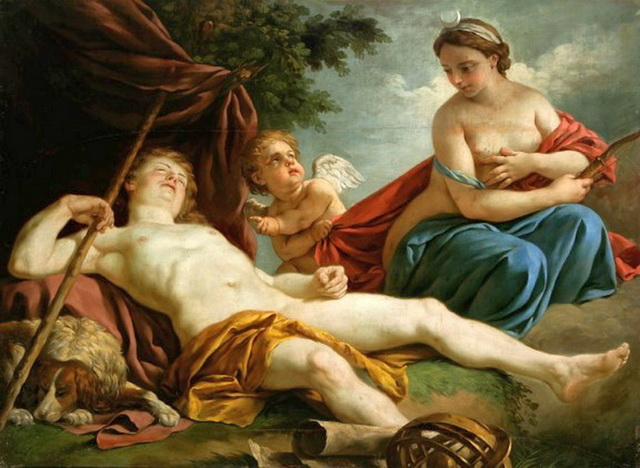
Діана й Ендіміон (1776)
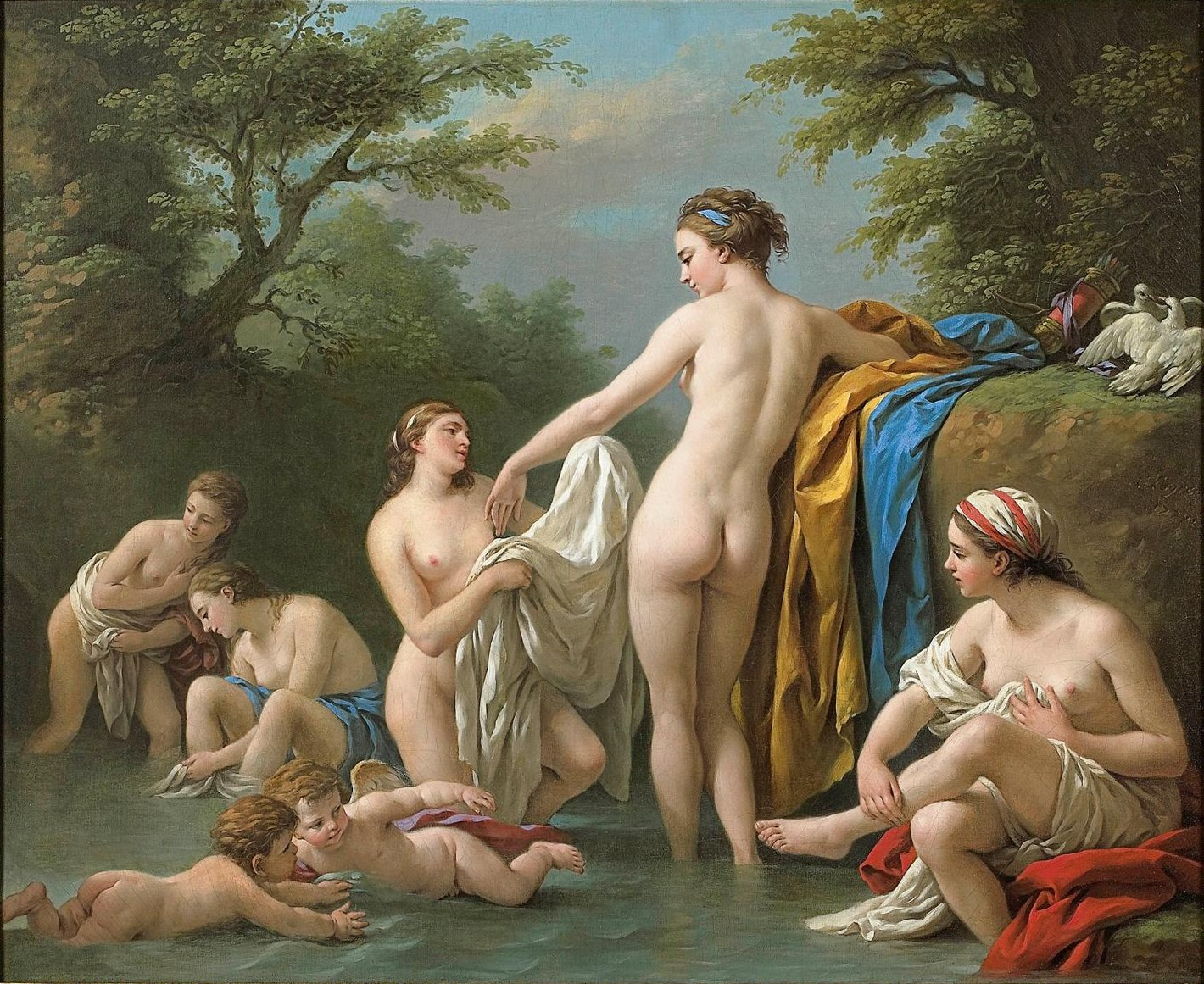
Купання Венери з німфами (1776)
Амур і Психея
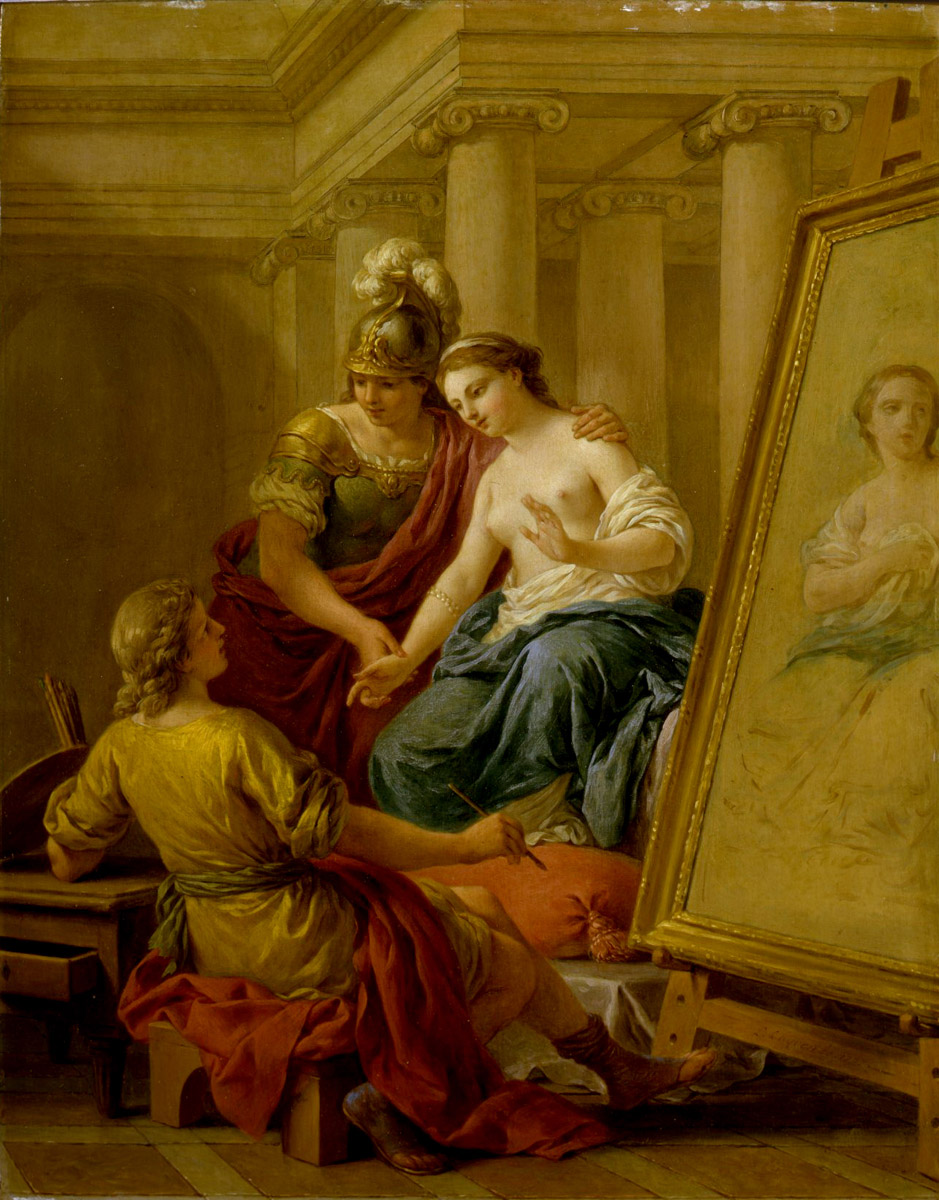
Апеллес закохується у Кампаспу, кохану Александра Македонського (1772)
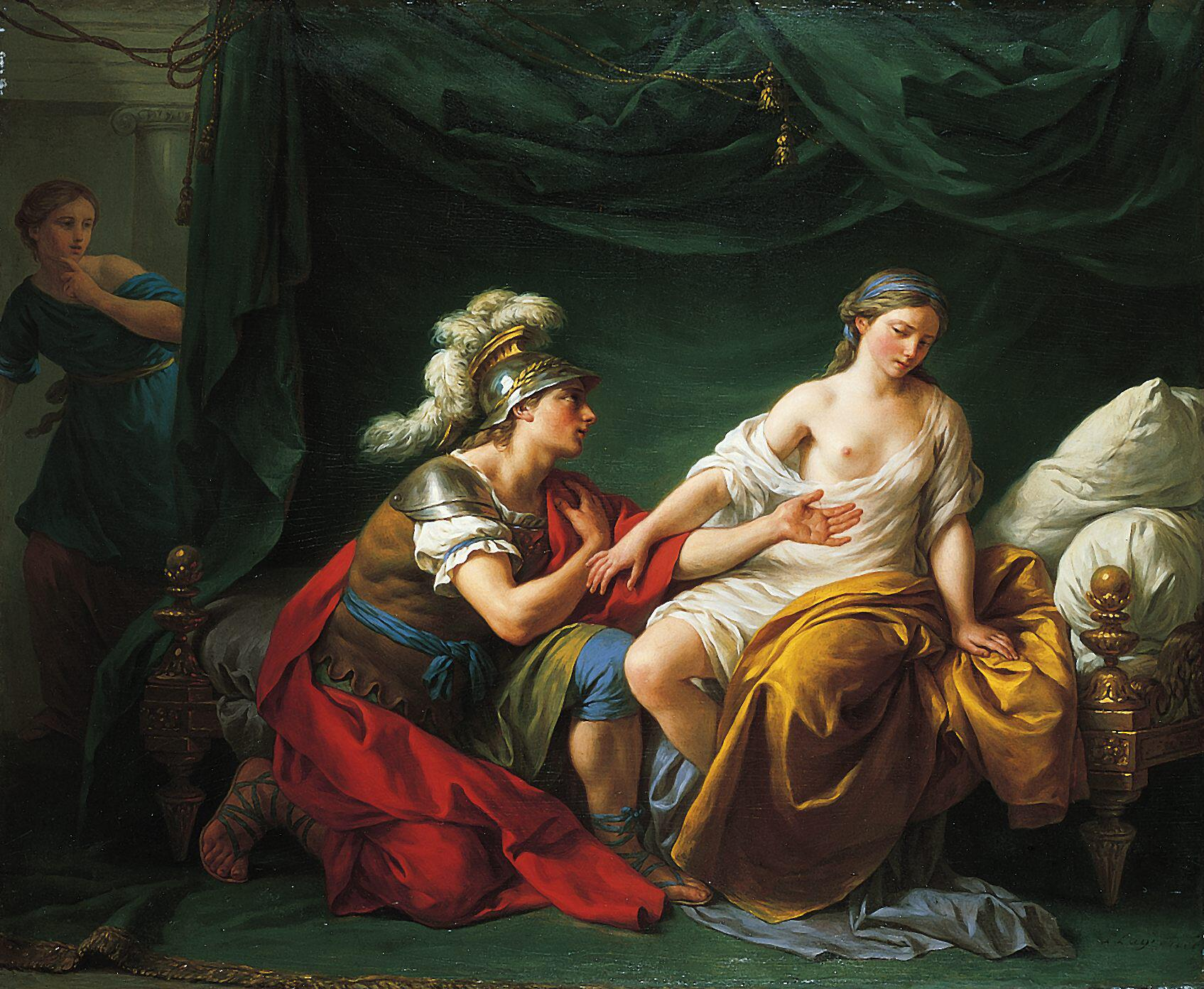
Алківіад на колінах перед коханою
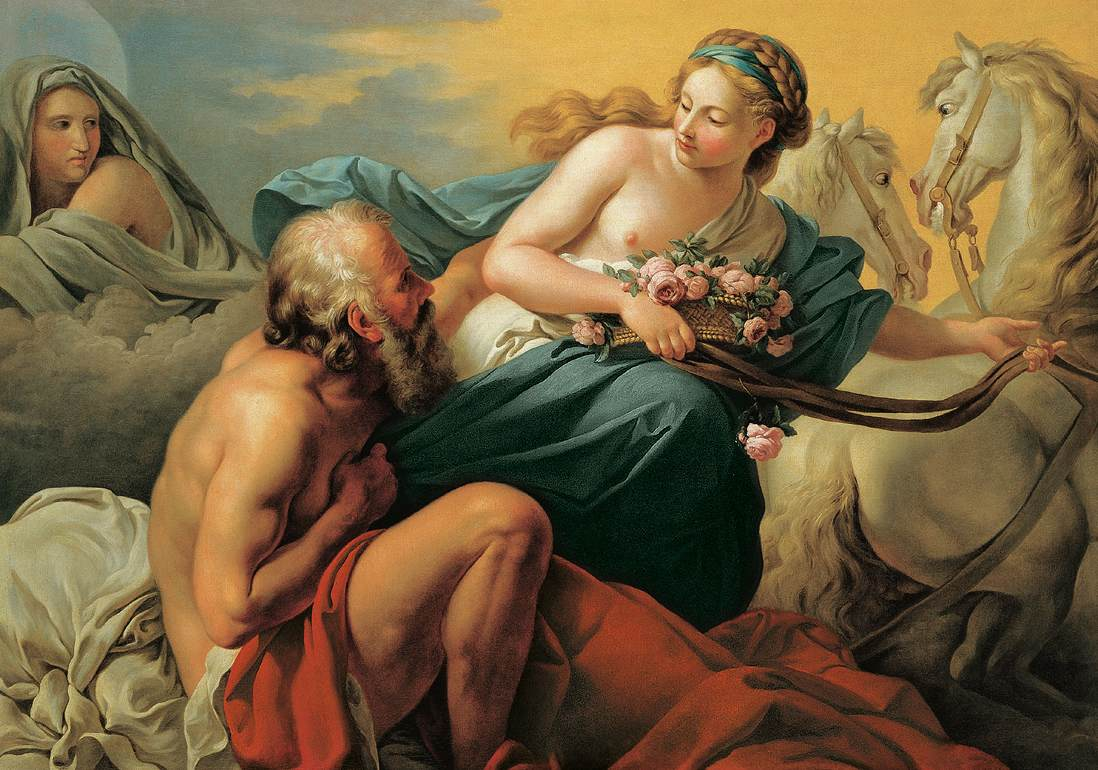
Піднесення Аврори (1763)
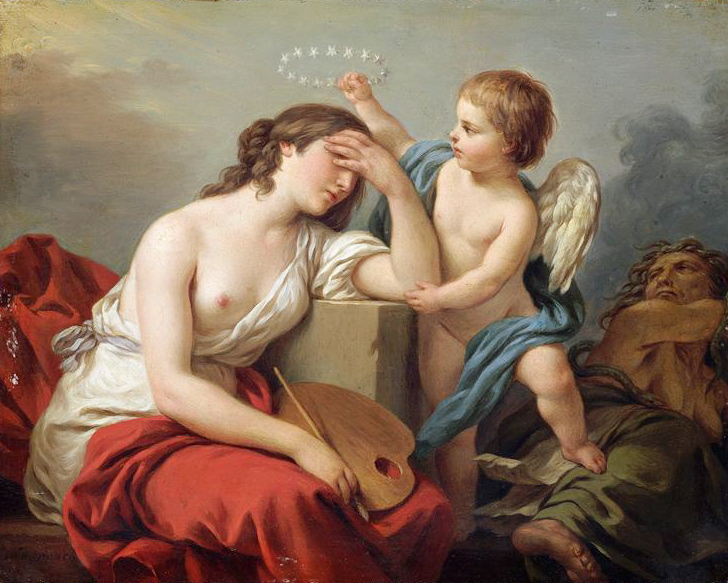
Амур Мистецтв втішає Живопис після глузів недоброзичливців
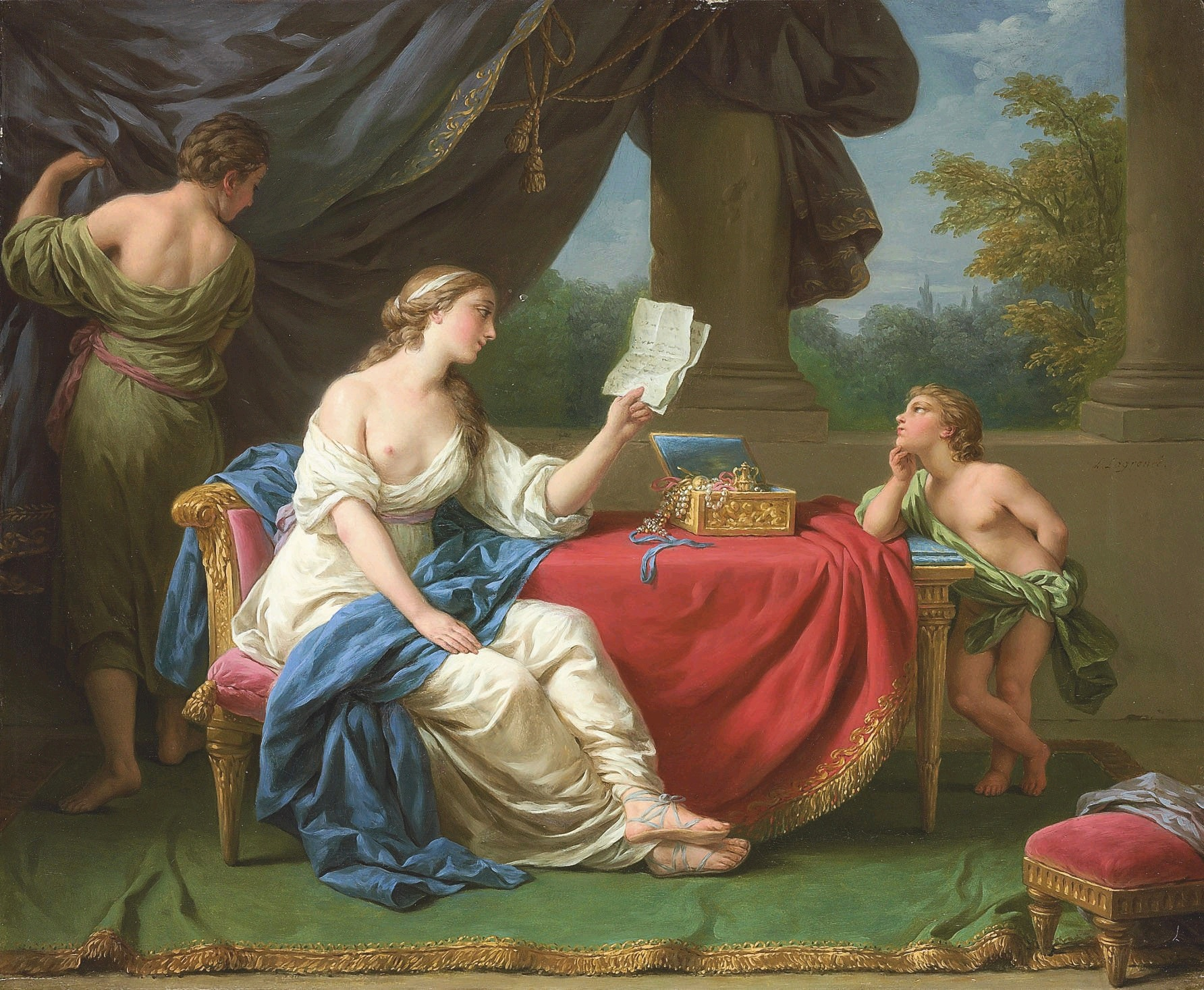
Пенелопа читає листа від Одіссея
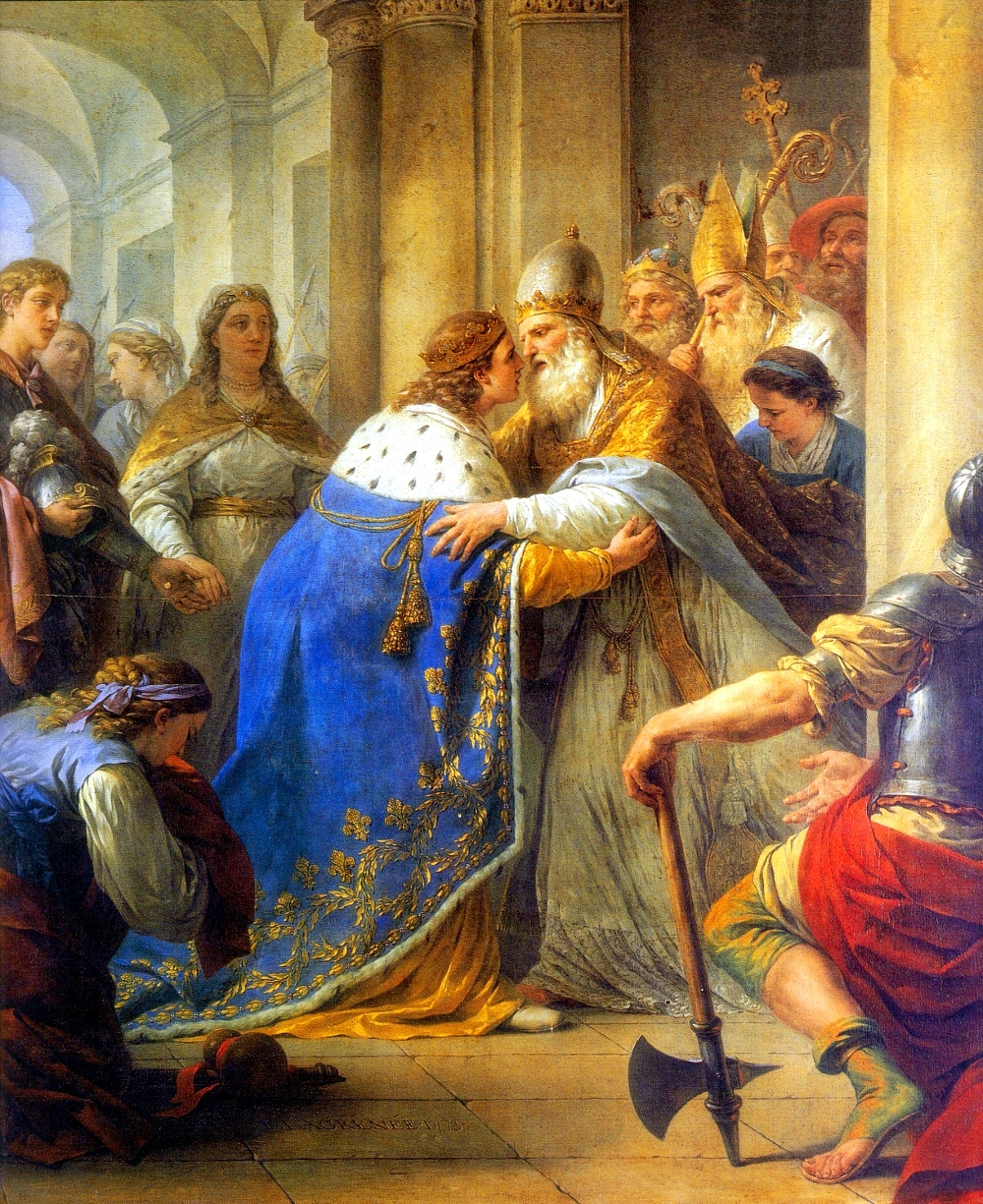
Святий Людовік, король Франції з папою Інокентієм IV у Ліоні, 1248 рік